# Mijanes
Mijanes (en francès Mijanès) és un municipi francès del departament de l'Arieja i la regió d'Occitània. El riu Bruyante passa pel terme municipal.